# 榎一雄
榎 一雄（えのき かずお、1913年（大正2年）11月11日 - 1989年（平成元年）11月5日）は、日本の東洋史学者、東京大学名誉教授。正四位勲二等瑞宝章。

## 経歴
出生から修学期
1913年、兵庫県明石郡垂水村（現・神戸市）で生まれた。神奈川県立横浜第三中学校を卒業。第一高等学校を1934年に卒業し、東京帝国大学文学部東洋史学科に入学。大学では白鳥庫吉の指導を受けた。
学者として
1943年9月より東京帝国大学文学部講師、1947年4月に東洋文庫研究員、1948年に東京大学文学部東洋史学科助教授に就任。1955年に教授昇進。1962年、学位論文『エフタル勃興前後の中央アジア』を東京大学に提出して文学博士号を取得。1974年に東京大学を定年退官。
退任後、同1974年4月より財団法人東洋文庫長を務め、東洋文庫附置ユネスコ東アジア文化研究センター所長を兼任。1985年からは東洋文庫理事長をつとめた。役職就任以前より東洋文庫運営に大きく関わって資料の充実に努めており、敦煌文書、中近東現地語資料、ポルトガルのアジューダ宮図書館所蔵イエズス会東アジア関係文書、モリソン関係資料 など、戦後の東洋文庫の特徴ある資料の収集・所蔵の大半に関係した。
1985年1月、講書始で「シルクロード国際貿易史の特質」と題して進講。
1989年11月5日午後、自宅の書斎において心不全のため倒れ、突然死となる（75歳没）。

## 受賞・栄典
- 1977年：紫綬褒章を受章。
- 1985年：勲二等瑞宝章を受章。

## 研究内容・業績
- 中央アジア史を中心に研究し、中国・日本関係の論文・著書も多い。
- 「邪馬台国」論争において師の白鳥庫吉と同じく北九州説の立場をとり、「伊都国」を起点とする「放射説」で知られている。
- 没後の1990年、旧蔵書約3万冊を東洋文庫に寄贈した（榎一雄文庫）。

## 著作

### 単著
- 『邪馬台国』至文堂(日本歴史新書) 1960[11]
  - 増補版 1966年
  - 改訂増補版  1978年
- 『東洋文庫の六十年』東洋文庫 1977[12]
- 『東西文明の交流』(図説中国の歴史 11) 講談社 1977[13]
- 『シルクロードの歴史から』研文出版(研文選書 4) 1979[14]
- 『ヨーロッパとアジア』大東出版社(大東名著選 2) 1983[15]
- 『商人カルレッティ』[16] 大東出版社(大東名著選 7) 1984[17]

### 共編著
- 『西欧文明と東アジア』(東西文明の交流 5) 平凡社 1971[18]
  - 再版 1980年
- 『敦煌の自然と現状』(講座敦煌 1) 大東出版社 1980[19]
- 『敦煌の歴史』(講座敦煌 2) 大東出版社 1980[20]

### 著作集
- 『榎一雄著作集』(全13巻) 榎一雄著作集編集委員会編 [21] 汲古書院 1992-1998[22]

1. 第1巻 中央アジア史 I
2. 第2巻 中央アジア史 II
3. 第3巻 中央アジア史 III
4. 第4巻 東西交渉史 I
5. 第5巻 東西交渉史 II
6. 第6巻 東西交渉史 III
7. 第7巻 中国史
8. 第8巻 邪馬台国
9. 第9巻 東洋学・東洋文庫
10. 第10巻 雑纂
11. 第11巻 追想 外国人編
12. 第12巻 追想 日本人編
13. 別巻 欧文篇[23]

## 回想
- 「第6章 榎一雄博士」『東方学回想 Ⅸ』東方学会編、刀水書房〈先学を語る (6)〉、2000年。- 座談での弟子達の回想を収録。ISBN 978-4887082540